# کادارکوت
کادارکوت (به مجاری:  Kadarkút) یک منطقهٔ مسکونی در مجارستان است که در ناحیه کاپوشوار واقع شده‌است. کادارکوت ۳۹٫۷۴ کیلومتر مربع مساحت و ۲٬۴۲۴ نفر جمعیت دارد.

## خواهرخوانده
شهرهای Veliko Trojstvo و ویتسبرگ (شهر) خواهرخوانده‌های کادارکوت هستند.